# Kościół św. Michała Archanioła w Tartakowie
Kościół św. Michała Archanioła w Tartakowie – kościół rzymskokatolicki pw. Świętego Michała Archanioła w Tartakowie, zbudowany w latach 1739 – ok. 1751 z fundacji Franciszka Salezego Potockiego, wojewody kijowskiego, właściciela Tartakowa, rozbudowany w latach 1897–1899 z inicjatywy proboszcza ks. Michała Barona Lewartowskiego, przy wsparciu finansowym Zbigniewa Lanckorońskiego, przez budowniczego z Brzeżan Józefa Wiszniewskiego.

## Historia
Zarówno początki samej parafii, jak i kościoła tartakowskiego są niejasne z powodu braku źródeł z tego okresu oraz mylnej tradycji ustnej, na której opierali się dotychczasowi autorzy. Parafia tartakowska należała najpierw do diecezji chełmskiej, w wyniku I rozbioru Rzeczypospolitej w r. 1772 znalazła się na terenie Galicji, dwoma dekretami cesarza Józefa z 1782 roku  została na krótko włączona do diecezji przemyskiej, a od 20 października 1787 przynależała do dekanatu bełskiego w archidiecezji lwowskiej, w której pozostała do końca II wojny światowej.
Parafia miała zapewne metrykę późnośredniowieczną, lub wczesnonowożytną, istniała w r. 1587, kiedy jest wzmiankowana w źródłach. Na przełomie XVI i XVII wieku miasto kilkakrotnie napadali Tatarzy, co przyczyniło się do upadku i opustoszenia parafii, która została odnowiona w 1605 roku z fundacji ówczesnych właścicieli miasta Katarzyny Trzcińskiej i jej syna Adama.
O pierwszym kościele, zapewne drewnianym, który istniał pod koniec XVI wieku nie ma żadnych wiadomości. Wiadomo jedynie, że został spalony przez Tatarów wraz z całą wsią. Po odnowieniu fundacji przez Trzcińskich zbudowano nowy, drewniany kościół, który mieścił trzy ołtarze. Świątynię konsekrował biskup chełmski Jerzy Zamoyski 23 listopada 1603. Tenże kościół został spalony wraz z plebanią podczas najazdu Tatarów i Kozaków na początku lat 40. XVII wieku, a proboszcz zamordowany. Przez następne ok. 10 lat parafia pozostawała nieobsadzona, brakowało także kościoła.
7 marca 1660 ówczesny proboszcz tartakowski ks. Jan Sieprawski, doktor filozofii i teologii, rektor Akademii Zamojskiej, kanonik kolegiaty zamojskiej zawarł kontrakt z cieślą Stanisławem Sałwiowskim z Porycka na wybudowanie nowego, drewnianego kościoła w Tartakowie. Budowa prawdopodobnie trwała do końca 1660 roku, jako ukończony kościół został wzmiankowany jesienią 1663 roku. Źródła z 1672 roku informują o trzech ołtarzach i licznych obrazach zawieszonych na ścianach kościoła. Przed r. 1711 zbudowano nowy główny ołtarz, ponieważ poprzedni był „prosty i pospolicie malowany”.
Podczas działań wojennych prowadzonych po elekcji Augusta II kościół w Tartakowie został obrabowany przez wojska saskie, pomimo tego, w r. 1714 odnotowanych zostało już pięć ołtarzy wewnątrz. Wiadomo, że nowe nastawy: po prawej stronie ołtarz pw. Najświętszej Marii Panny ufundował Jan Wilkowski, namiestnik chorągwi Stanisława Potockiego, a po przeciwnej pw. śś. Aniołów Stróżów z funduszy bliżej nieznanego Stefana Sokołowskiego. Nowa była także ambona. W tym czasie liczne przedmioty liturgiczne (srebrne: monstrancja, kielich, dwa krzyże, wota na krucyfiks na tęczy) zostały ufundowane przez okoliczną szlachtę. Pomimo tego w kolejnych latach kościół stopniowo popadał w ruinę. Część przedmiotów liturgicznych została skradziona w r. 1736.
Nowy, murowany kościół, istniejący w nieco zmienionej formie do dzisiaj, rozpoczęto wznosić 25 maja 1739 ze środków własnych Franciszka Salezego Potockiego, krajczego wielkiego koronnego, obok starego, drewnianego kościoła, po jego południowej stronie. Dokładana data zakończenia budowy nie jest znana, można przypuszczać, że kościół przynajmniej w stanie surowym był ukończony w r. 1751, kiedy Potocki zamówił obraz Marii Panny do ołtarza u malarza Giuseppe Balzaniego. Kościół był ukończony i niemal w pełni wyposażony w r. 1754 podczas wizytacji bp. chełmskiego Walentego Wężyka.

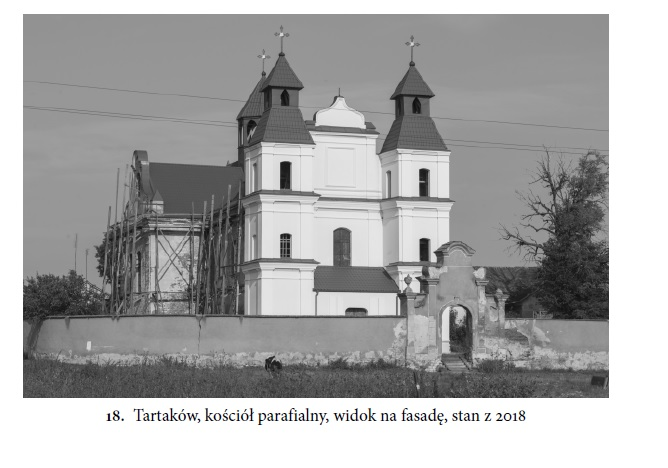
Stan kościoła w 2018 roku.

W r. 1763 kościół obrabowali Żydzi, wyważając drzwi do skarbca i wynosząc złotnictwo, a nawet obrazy z ołtarzy. Starty szybko uzupełniono nowymi fundacjami. Wówczas na wyposażenie składały się: trzy nowe ołtarze (główny pw. św. Michała Archanioła oraz boczne pw. Ukrzyżowania i Matki Boskiej Różańcowej), ambona, 18 ławek, drewniany konfesjonał pod chórem oraz nowe organy. Niestety rok później kościół znowu został okradziony, tym razem niemal ze wszystkich sprzętów liturgicznych. 
Począwszy od r. 1765, prężnie rozwijał się kult obrazu Matki Boskiej Tartakowskiej, a kościół aspirował do miana sanktuarium. Szczególną rolę odgrywał ówczesny promotor Bractwa Różańcowego ks. Augustyn Kostkiewicz (późniejszy proboszcz), który organizował liczne i huczne uroczystości z udziałem cudownego wizerunku, co pociągnęło za sobą kolejne fundacje Potockich oraz dary mieszczan tartakowskich, sokalskich i pielgrzymów przybywających do kościoła. Kuria lwowska ostatecznie uznała obraz tartakowski za cudowny dekretem wydanym w r. 1777.

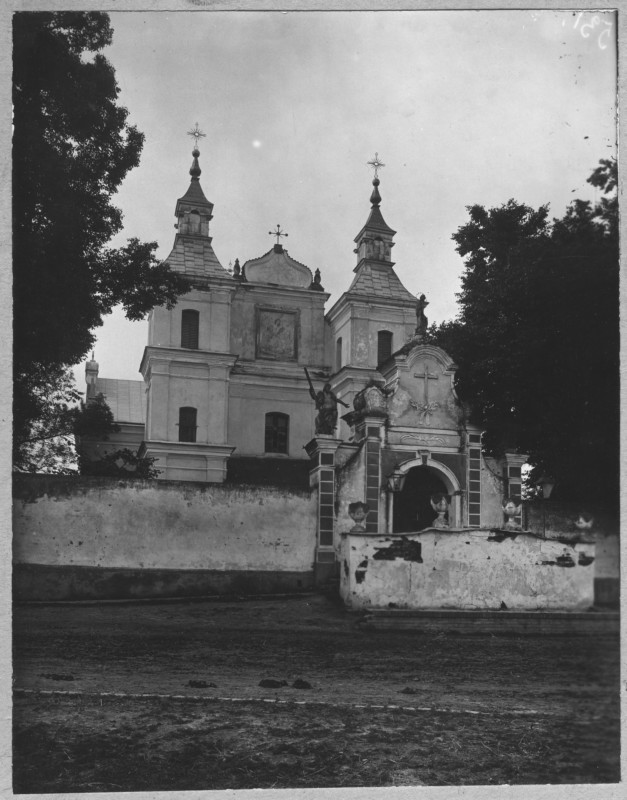
Kościół w 1912 roku.

Według opisu z r. 1777 w kościele znajdowało się pięć drewnianych ołtarzy: wielki pw. św. Michała Archanioła, boczne: pw. Ukrzyżowania, pw. Zwiastowania, należący do Bractwa Różańcowego, w którym znajdował się cudowny obraz Matki Boskiej Tartakowskiej, a na zasuwie obraz Niepokalanego poczęcia, następnie czwarty pw. św. Tadeusza Apostoła i ostatni pw. św. Tekli i Męczenników. W r. 1779 ks. Augustyn Kostkiewicz ufundował nowy ołtarz główny, i wyprawił huczne obchody przeniesienia o niego cudownego obrazu z ołtarza bocznego Bractwa Różańcowego. Wraz z objęciem probostwa w r. 1784 przez dotychczasowego promotora Bractwa Różańcowego ks. Augustyna Kostkiewicza rozpoczął się okres intensywnych remontów i prac przy kościele i zabudowaniach należących do parafii. W r. 1791 staraniem ks. Kostkiewicza wymalowano na ogrodzeniu cmentarnym przedstawienia cudów doznanych za przyczyną obrazu Matki Boskiej Tartakowskiej, opatrzone inskrypcjami wierszowanymi w językach polskim oraz łacińskim i cytatami z Pisma Świętego. Konsekracji kościoła pw. św. Michała Archanioła dokonał 6 czerwca 1794 bp pomocniczy lwowski Kajetan Ignacy Kicki. 
W związku z rosnącą liczbą wiernych kościół stawał się za mały, więc w latach 1897-1899 z inicjatywy proboszcza ks. Michała Barona Lewartowskiego, przy wsparciu finansowym ówczesnego właściciela Tartakowa Zbigniewa Lanckorońskiego rozbudowano go burząc pierwotne prezbiterium i dobudowując dwie kaplice pełniące funkcję pseudotranseptu i nowe prezbiterium. W ten sposób kościół uzyskał kształt krzyża łacińskiego. Budowę prowadził budowniczy z Brzeżan Józef Wiszniewski. Rozbudowa ta, w związku ze zniszczeniem cennej XVIII-wiecznej polichromii wnętrza została bardzo źle oceniona w ówczesnej prasie. Konsekracja powiększonej świątyni nastąpiła 10 września 1899, celebrowana była przez sufragana lwowskiego bpa Józefa Webera. Kościół remontowano ponownie w l. 30. XX wieku, m.in. tynkując elewacje i odmalowując na fasadzie kopię cudownego obrazu Matki Boskiej Tartakowskiej. 
Po korekcie granic Polski i ZSRR z r. 1951 i przejściu Tartakowa do ZSRR we wsi utworzono kołchoz, a kościół został zamieniony na magazyn i przystosowany do przechowywania w nim ziarna (podzielono nawę drewnianą konstrukcją na dwa poziomy). Jeszcze w 1993 roku w dawnej świątyni kołchoz składował ziarno. W r. 1991 została na nowo zarejestrowana parafia rzymskokatolicka w Tartakowie, a wspólnota zaczęła starania o zwrot świątyni, którą przekazano jej dopiero w r. 2003. 15 maja 2004 sprowadzono z Łukawca kopię cudownego obrazu Matki Boskiej Tartakowskiej. Od czasu reaktywowania parafii trwają starania o zabezpieczenie i odnowienie zrujnowanego kościoła. Nowy ołtarz główny został sprowadzony staraniem ówczesnego administratora ks. Olega Salomona. W r. 2013 wymieniono pokrycie dachowe nad całym kościołem, rozpoczęto rekonstrukcję wieżyczki na sygnaturkę oraz hełmów wież fasady. Do połowy r. 2018 wyremontowano i otynkowano całą fasadę, ukończono hełmy wież i sygnaturkę, cały kościół przekryto nowym, czerwonym, blaszanym dachem. Prace te niestety niekorzystnie wpłynęły na bryłę kościoła, w szczególności nietrafione są niehistoryczne formy wież fasady i przeskalowana, również niehistoryczna sygnaturka na skrzyżowaniu korpusu i pesudotranseptu.

## Architektura i wystrój kościoła

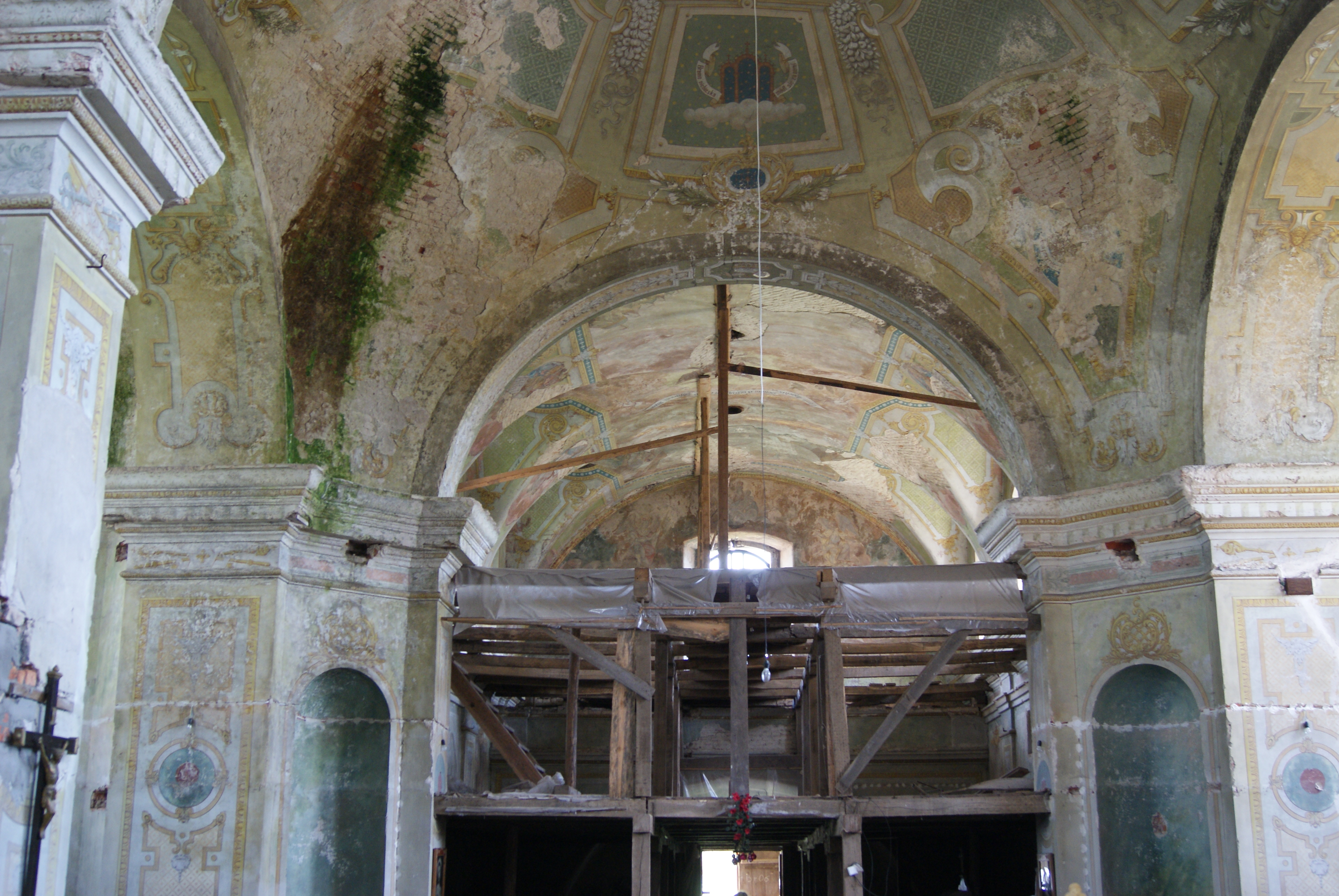
Wnętrze. Stan z 2010 roku

Kościół jest usytuowany w centrum miejscowości, na nieznacznym wzniesieniu. Świątynia jest okcydentowana (zwrócona prezbiterium na zachód), murowana z cegły, na rzucie krzyża łacińskiego. Jest jednonawowa, z trójprzęsłowym korpusem, z szerokim pseudotranseptem i krótkim, jednoprzęsłowym prezbiterium zamkniętym trójbocznie. Po bokach prezbiterium znajdują się czworoboczne w rzucie aneksy skarbca i zakrystii. Podziały wnętrza przeprowadzone za pomocą pilastrów toskańskich dźwigających belkowanie w korpusie, w prezbiterium pseudopilastrów podtrzymujących fragmenty gzymsu. Ramiona pseudotranseptu bez artykulacji. Nawa przesklepiona kolebką z lunetami, na gurtach będących przedłużeniem podziałów pionowych ścian, skrzyżowanie pseudotranseptu pseudokopułą, a jego ramiona kolebkowo, prezbiterium wielobocznie. Zakrystia i skarbiec przekryte tzw. stropem Kleina. Fasada kościoła jest dwuwieżowa, trójkondygnacyjna ze zwieńczeniem, o kondygnacjach równej szerokości i wysokości, trójosiowa. Centralna część fasady cofnięta, w pierwszej kondygnacji wież wmurowana kruchta. Podziały fasady i bocznych elewacji wież są wspólne, za pomocą pilastrów toskańskich podtrzymujących belkowanie. Podziały kruchty za pomocą par pilastrów toskańskich. Elewacje boczne kościoła, zamknięcia ramion transeptu oraz prezbiterium o skromnych podziałach architektonicznych w formie pilastrów toskańskich, podtrzymujących profilowany gzyms o wypukłym przekroju. Dach nad korpusem i transeptem dwuspadowy, nad prezbiterium łamany, wieże z hełmami, wszystkie kryte blachą.
W r. 1788 z inicjatywy ks. Kostkiewicza wykonano polichromię wnętrza w technice fresku.  Według sięgającej XIX wieku tradycji autorem nowej polichromii był lwowski malarz Stanisław Stroiński, który nie ukończył pracy i scedował ją na swego pomocnika Tomasza Gertnera. W r. 1889 dekorację freskową odczyścił lwowski malarz Teofil Kopystyński, a po rozbudowie kościoła autorem polichromii w nowo wybudowanych częściach, wykonanej w r. 1904, przemalowań starej malatury w nawie kościoła oraz odnowienia wcześniejszej polichromii został malarz lwowski Julian Kruczkowski. 
Dekoracja malarska znajduje się na całej przestrzeni korpusu nawowego (z 1788 roku), sklepienia prezbiterium oraz zakrystii i skarbca (z 1904). Na sklepieniu, w pierwszym przęśle od wschodu przedstawienie sceny „Daniel w jaskini lwów karmionych przez Anioła”, w drugim i trzecim przęśle scena „Obrony Tartakowa przed Tatarami za wstawiennictwem św. Michała Archanioła”. Na żagielkach sklepienia Doktorzy Kościoła: Św. Jan Chryzostom, Św. Augustyn, Św. Grzegorz, Św. Ambroży. W lunetach nad oknami sceny w kartuszach rocaille’owych z inskrypcjami. Od strony południowej „Uzdrowienie ojca przez Tobiasza”, dalej „Pierwsze powołanie Mojżesza”, kolejno „Sen Jakuba”. Po stronie północnej, od strony łuku tęczowego „Objawienie Józefa”, dalej „Otwarcie grobu przez Anioła”, kolejno „Uzdrowienie chromego nad sadzawką”. Na ścianie za chórem muzycznym przedstawienie Matki Boskiej Królowej Niebios (Regina Angelorum), adorowanej przez zastęp sześciu aniołów. W nawie na ścianie południowej „Uratowanie Lota z Sodomy”, naprzeciw „Sen Józefa nakazujący ucieczkę do Egiptu”, w środkowym przęśle korpusu po obu stronach iluzjonistycznie malowane na ścianie struktury ołtarzowe o dynamicznej, wklęsło-wypukłej formie umieszczona w malowanej niszy zamkniętej konchą. W trzecim przęśle przedstawienie „Hagar na pustyni”, naprzeciw „Uwolnienie św. Piotra z okowów przez Anioła”. 

Oryginalne wyposażenie kościoła zostało zniszczone po przekształceniu świątyni na magazyn kołchozowy. Zniszczono wówczas także tablice pamiątkowe proboszczów tartakowskich: ks. Augustyna Kostkiewicza (zm. 1.03.1803), ks. Jana Kuźmiecza (1793-1858) oraz epitafium żołnierza Kajetana Szeligi Suffczyńskiego (1807-1873).

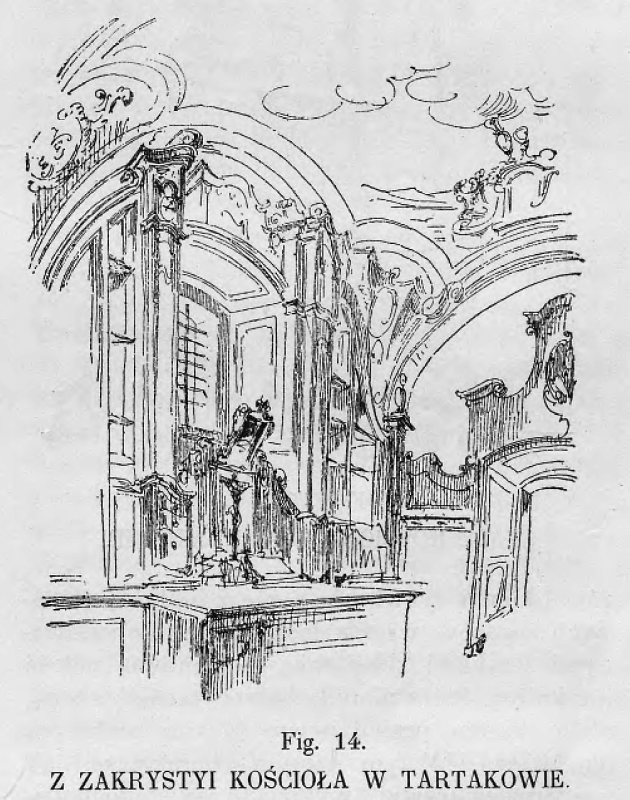
Wyposażenie zakrystii, rys. Julian Zachariewicz 1892, w: A. Dworzak, Kościół parafialny pw. św. Michała Archanioła w Tartakowie
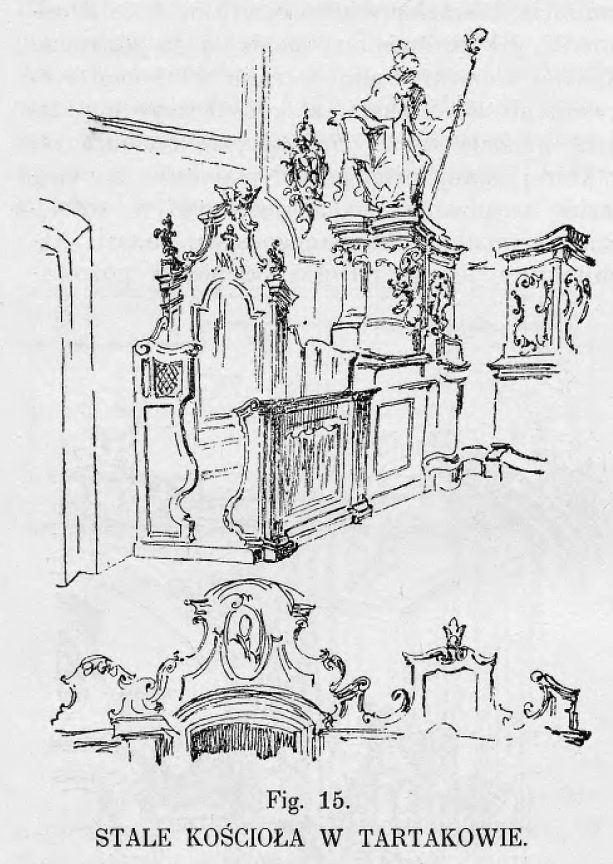
Wyposażenie zakrystii, rys. Julian Zachariewicz 1892, w: A. Dworzak, Kościół parafialny pw. św. Michała Archanioła w Tartakowie
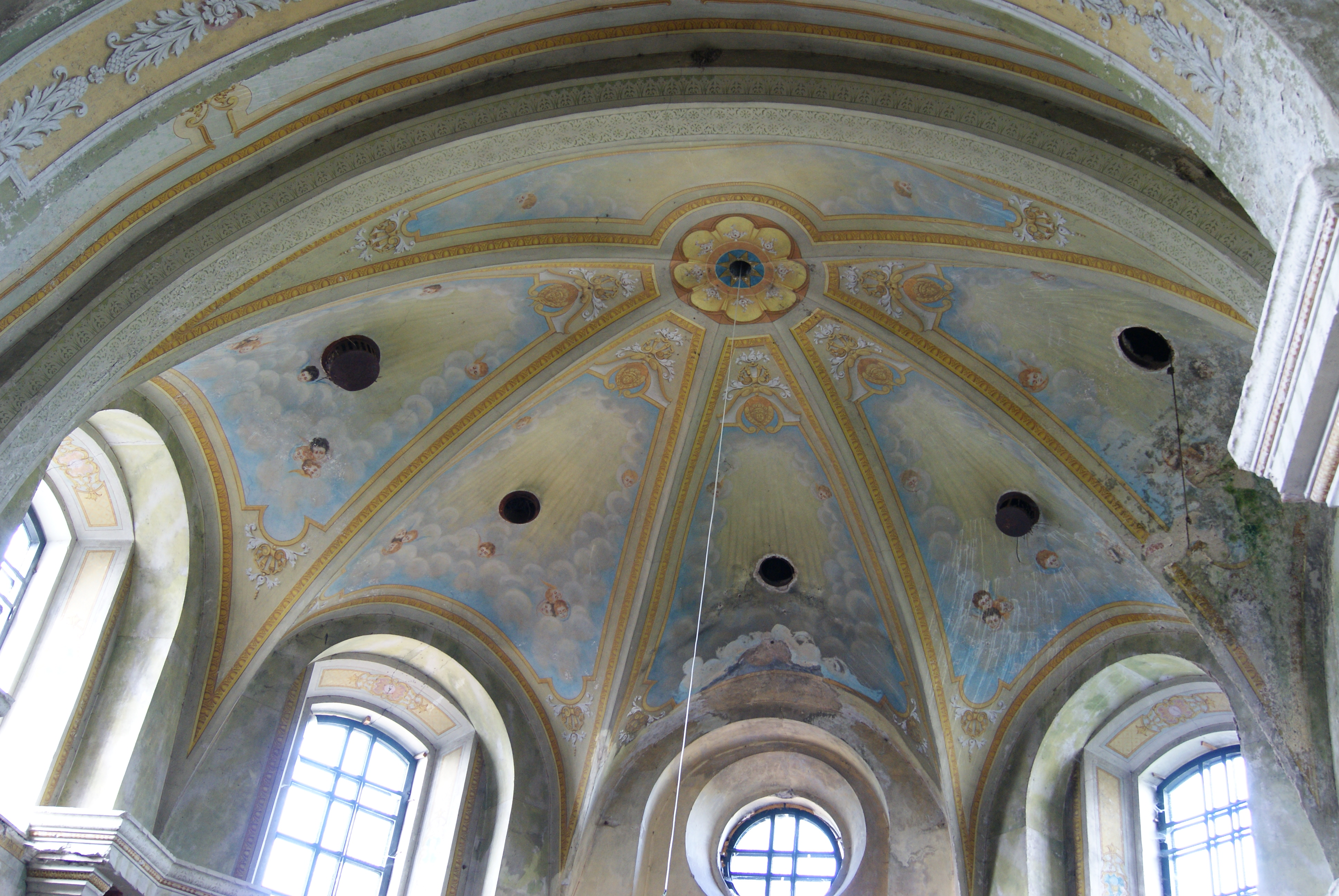
Widok na sklepienie prezbiterium, fot. A. Dworzak, 2010.
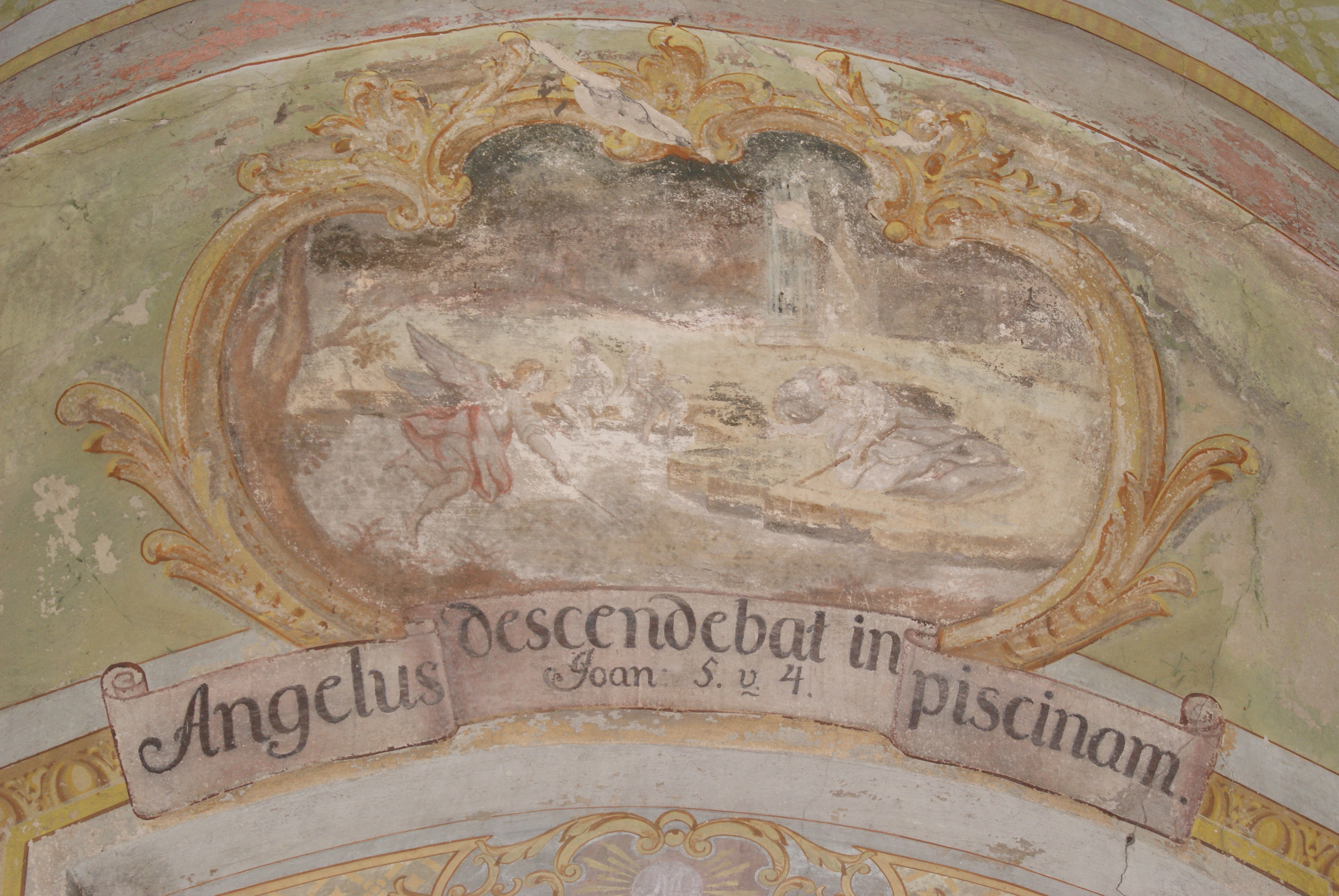
Fresk: Uzdrowienie chromego nad sadzawką w lunecie korpusu
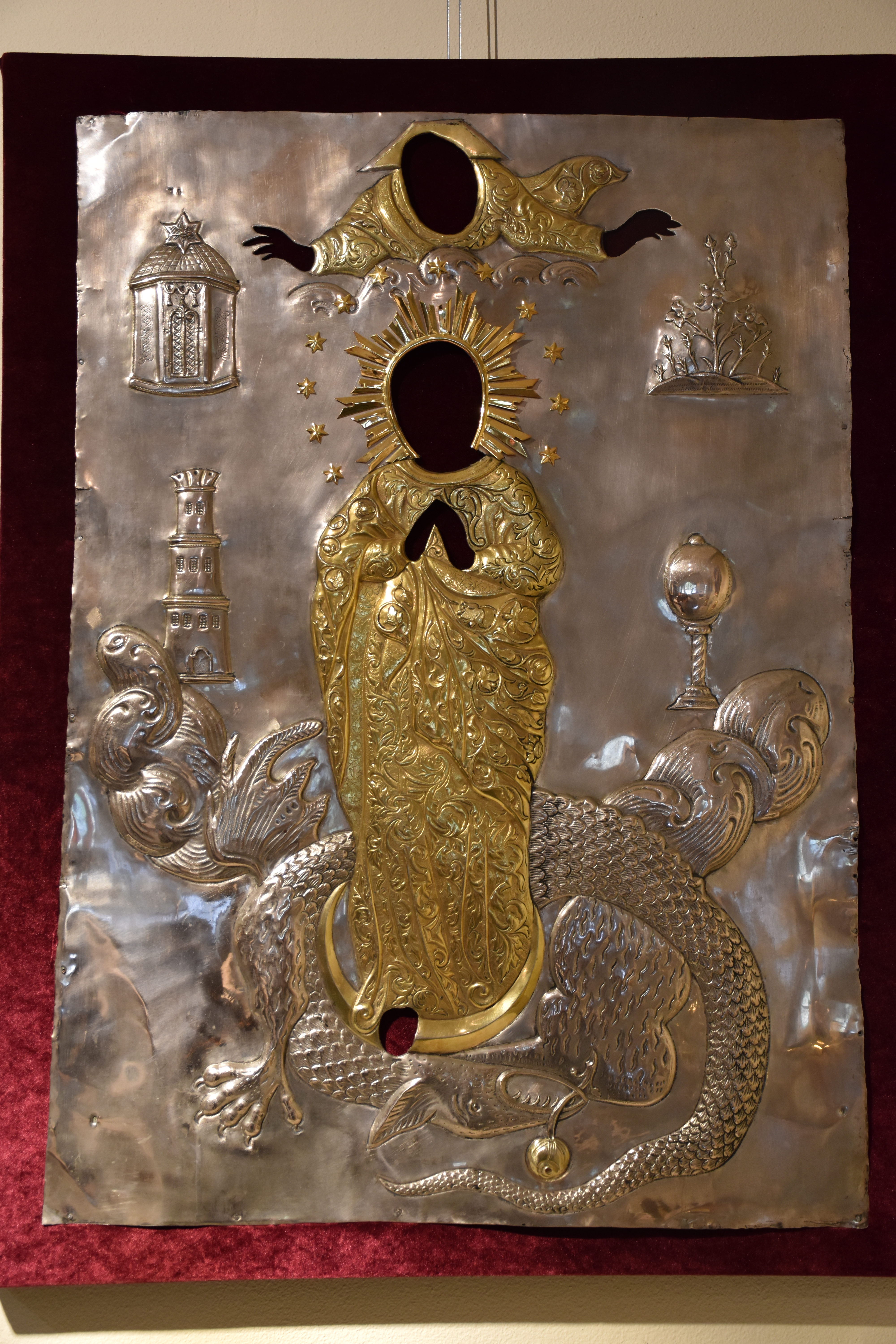
Srebrna sukienka do obrazu Matki Bożej Tartakowskiej, obecnie we Lwowie, w Muzeum Archidiecezji Lwowskiej

## Problematyka artystyczna
Kościół w Tartakowie jest najwcześniejszą znaną fundacją Franciszka Salezego Potockiego[hiperlink do hasła], wojewody kijowskiego zwanego małym królikiem na Rusi. Jednego z najbogatszych magnatów swoich czasów, słynącego z życia z przepychem oraz przeznaczania znacznych sum na fundacje artystyczne (m.in. w Krystynopolu, gdzie wybudował sobie pałac zaprojektowany przez architekta inżyniera Pierre Ricaud de Tirregaille. Kościół parafialny w Tartakowie pozostaje dziełem anonimowego architekta lub budowniczego. Nie odznacza się niestety większymi walorami artystycznymi, choć należy podkreślić monumentalizm pierwotnej bryły kościoła osiągnięty poprzez zastosowanie dwuwieżowej fasady. Jej charakterystyczne dostawione wieże z głęboko cofniętym polem środkowym przywodzą na myśl raczej architekturę kościołów drewnianych, niż murowanych. Rozbudowa kościoła prowadzona i zapewne zaprojektowana przez budowniczego z Brzeżan Józefa Wiszniewskiego nie była udanym przedsięwzięciem i zaburzyła proporcje architektury. Bezpowrotnie zniszczyła także XVIII-wieczne freski w prezbiterium i zakrystii, które zostały zburzone przed wybudowaniem nowych części kościoła.

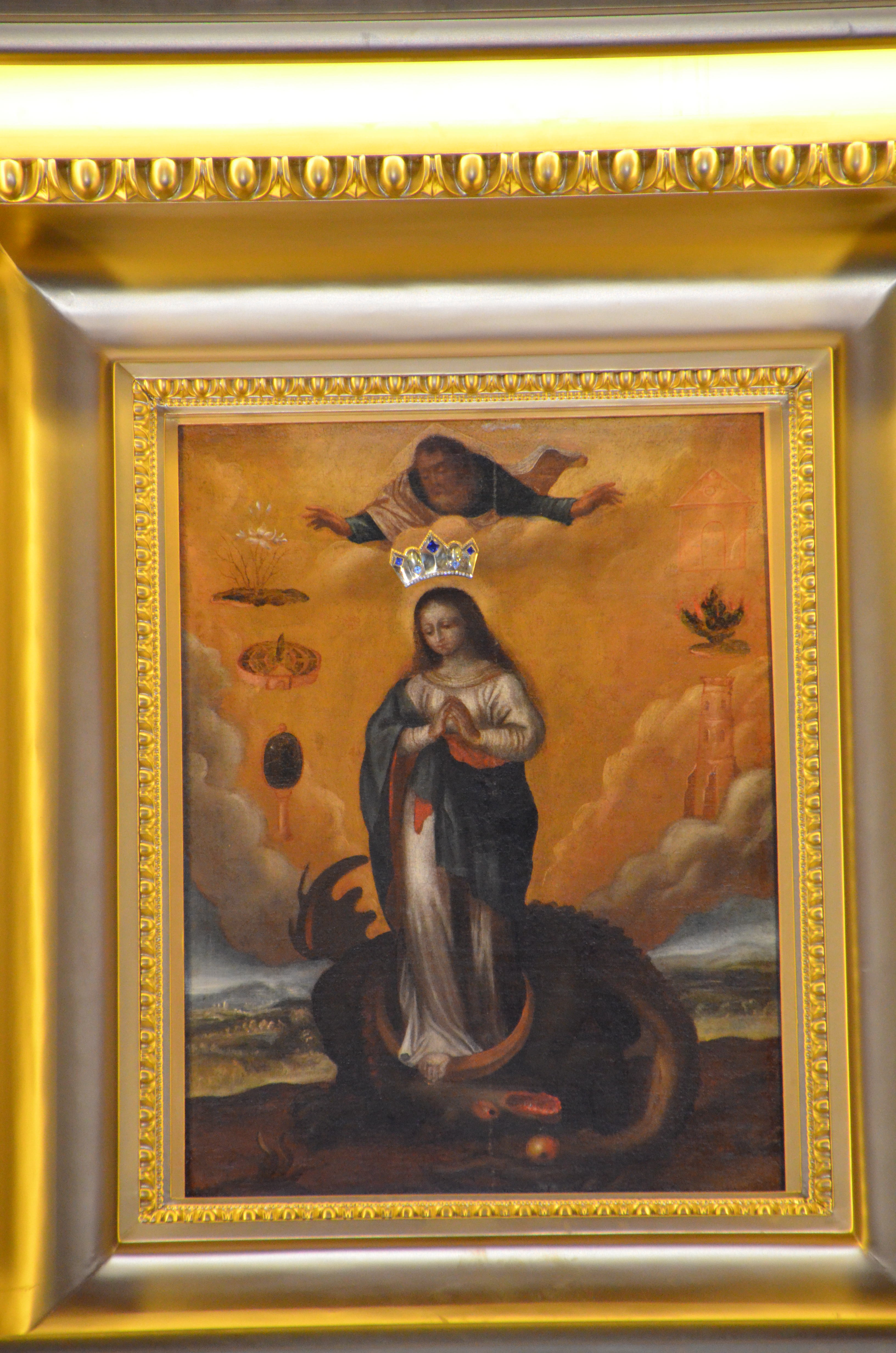
Cudowny obraz Matki Bożej Tartakowskiej, obecnie w Łukawcu, w kościele parafialnym

Najważniejszym i najcenniejszym elementem wystroju kościoła tartakowskiego jest polichromia wnętrza wykonana w r. 1788. Obecnie freski są potwornie zniszczone, brakuje dużych partii malatury, która odpadła wraz z tynkiem od ściany. Ich stan techniczny bardzo utrudnia rozwiązanie kwestii autorstwa. Tradycja wiąże je z Stanisławem Stroiński i Tomaszem Gertnerem. Jest prawdopodobne, że Stroiński przygotował projekty, natomiast ich wykonaniem zajął się jego odmieniany współpracownik Tomasz Gertner. Byłaby to jedna z najpóźniejszych realizacji Stroińskiego, który szczyt swojej kariery przeżywał w l. 50.-70. XVIII wieku. Wyjątkowy w Tartakowie jest bardzo rzadki program ikonograficzny malowideł, który opiera się na temacie anielskiego wstawiennictwa. Wszystkie sceny wymalowane wewnątrz zostały tak dobrane ze Starego i Nowego Testamentu, aby pokazywały pomoc anielską w trudnych sytuacjach. Taki program treściowy fresków opracował ówczesny proboszcz tartakowski ks. Augustyn Kostkiewicz. Zachowała się rękopiśmienna kronika, w której tłumaczy, że w czasach reform józefińskich w Galicji, kiedy zabraniano propagowania zabobonnych przedstawień (a za takie uznawano m.in. obrazy z przedstawieniem cudów doznanych za przyczyną cudownego obrazu Matki Boskiej Tartakowskiej), zdecydował żeby przyozdobić wnętrze malowidłami z przedstawieniami aniołów, nawiązując do wezwania kościoła – św. Michała Archanioła. Wyróżniającym się elementem malowideł jest przedstawiona na dwóch przęsłach sklepienia scena oblężenia Tartakowa przez Tatarów i Kozaków i niebiańska interwencja św. Michała Archanioła, odstraszającego wrogów. Przedstawione na fresku miasto można bezsprzecznie identyfikować jako Tartaków przez przedstawienie charakterystycznej wieży bazaru, z którego słynął w okresie staropolskim.